# Piper sylvestre
Piper sylvestre är en pepparväxtart som beskrevs av Jean-Baptiste de Lamarck. Piper sylvestre ingår i släktet Piper och familjen pepparväxter. Inga underarter finns listade i Catalogue of Life.